# Pando (árvore)

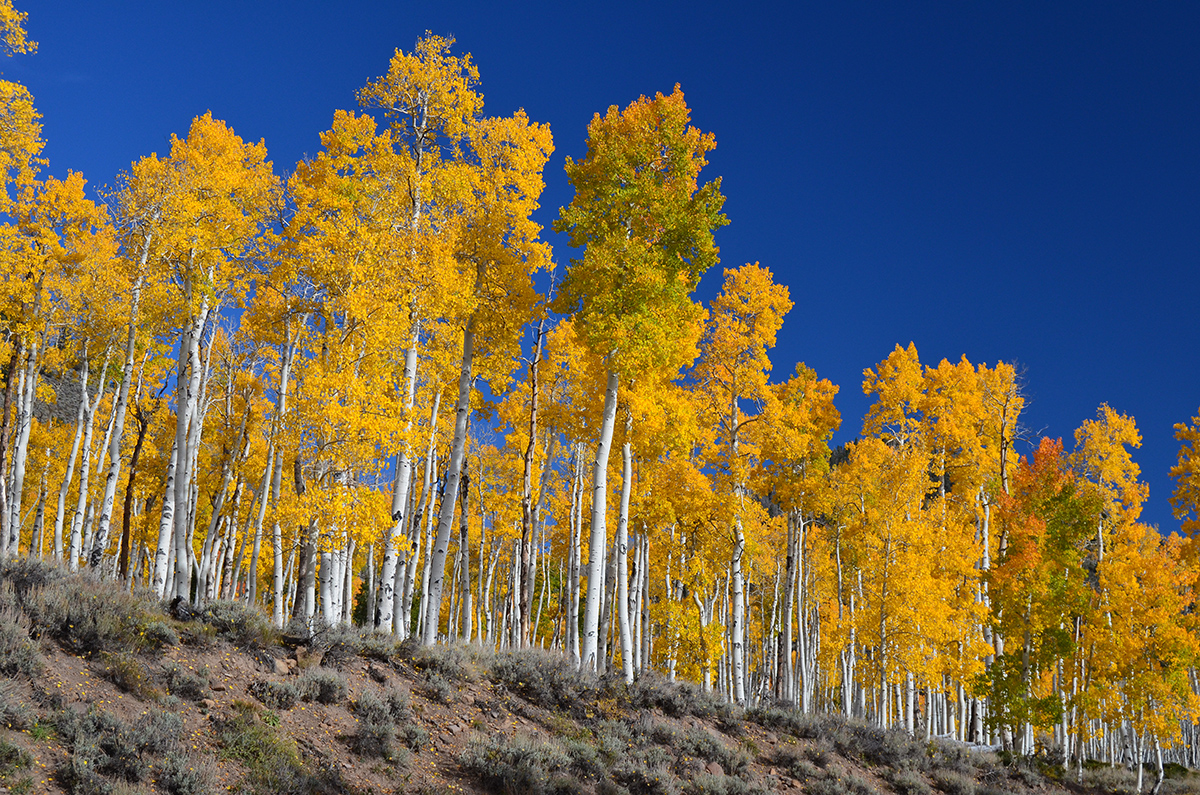
Pando na Floresta Nacional de Fishlake

Pando ou gigante trémulo (em inglês:  The Trembling Giant) é uma colónia clonal da espécie Populus tremuloides localizada no estado de Utah, Estados Unidos, surgida a partir de um único álamo-trémulo masculino (Populus tremuloides). A partir de marcadores genéticos foi determinado que toda ela forma parte de um único organismo vivo com um sistema massivo de raízes subterrâneas. Estima-se que a planta pese de forma coletiva aproximadamente 6615 toneladas, o que a converte no organismo vivo mais pesado da Terra que se conhece e também na maior árvore do mundo. O sistema de raízes de Pando é considerado como estando entre os organismos vivos mais antigos do mundo, com uma idade aproximada de 80 000 anos. embora o método utilizado para esta estimativa (uma estimativa feita quando as condições climáticas eram menos propícias para a germinação) não esteja suportada pela evidência atual de germinação.

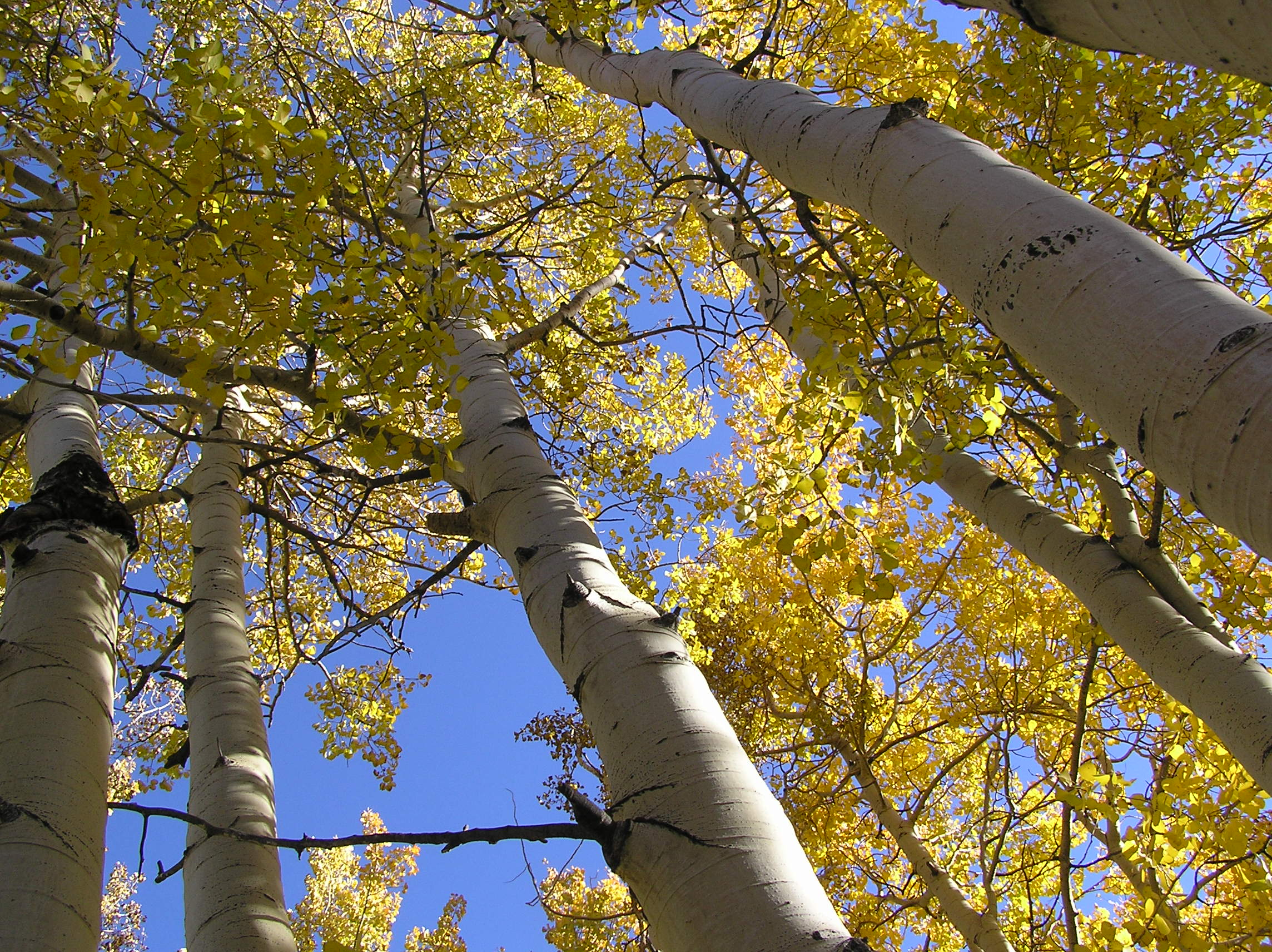
Troncos da colónia clonal Pando

A colónia ocupa 43 hectares (106 acres) e conta com mais de 40 milhares de troncos individuais. Para além da pastagem intensiva de herbívoros como veados e uapitis, considerada como um dos principais factores naturais da sua degradação, os troncos individuais enfrentam a ameaça de patologias, que acabam por infectá-los invariavelmente após 100 anos ou mais de existência, chegando alguns exemplares a ultrapassar os 130 anos. No entanto, este prejuízo não é fatal para o organismo como um todo, uma vez que o sistema de raízes aparenta ser imune e apto para se regenerar.

## Nome
O nome "Pando" foi escolhido porque é o termo em latim para a primeira pessoa do singular do indicativo do verbo "espalhar", enquanto que o termo mais popularizado de "gigante trémulo" está relacionado com o nome científico do Populus tremuloides: álamo-trémulo, cujas folhas se agitam frequentemente.